# Aethes elpidia
Aethes elpidia es una especie de polilla del género Aethes, categorizada en la tribu Cochylini, de la subfamilia Tortricinae.

## Distribución
Se distribuye por Túnez.

## Taxonomía
Fue descrita por Razowski en 1983 y publicada en (Aethes), Nota Lepid. 6: 239.